# Affaire du viol collectif de Zouhoura
L'affaire du viol collectif de Zouhoura est un viol en réunion au Tchad commis en février 2016 par des fils de généraux proches du président Idriss Déby, d'une adolescente de 16 ans nommée Zouhoura, fille de l'homme politique Mahamat Yesko Brahim, opposant au régime. 
La diffusion sur les réseaux sociaux d'images vidéo de ce viol a entrainé des manifestations de lycéens dans plusieurs villes du Tchad,, leur répression policière provoquant la mort de deux manifestants.    
En juillet 2016, 7 hommes furent condamnés pour viol à 10 ans de prison pour le kidnaping et le viol de  Zouhoura.   